# 东南大学医学院

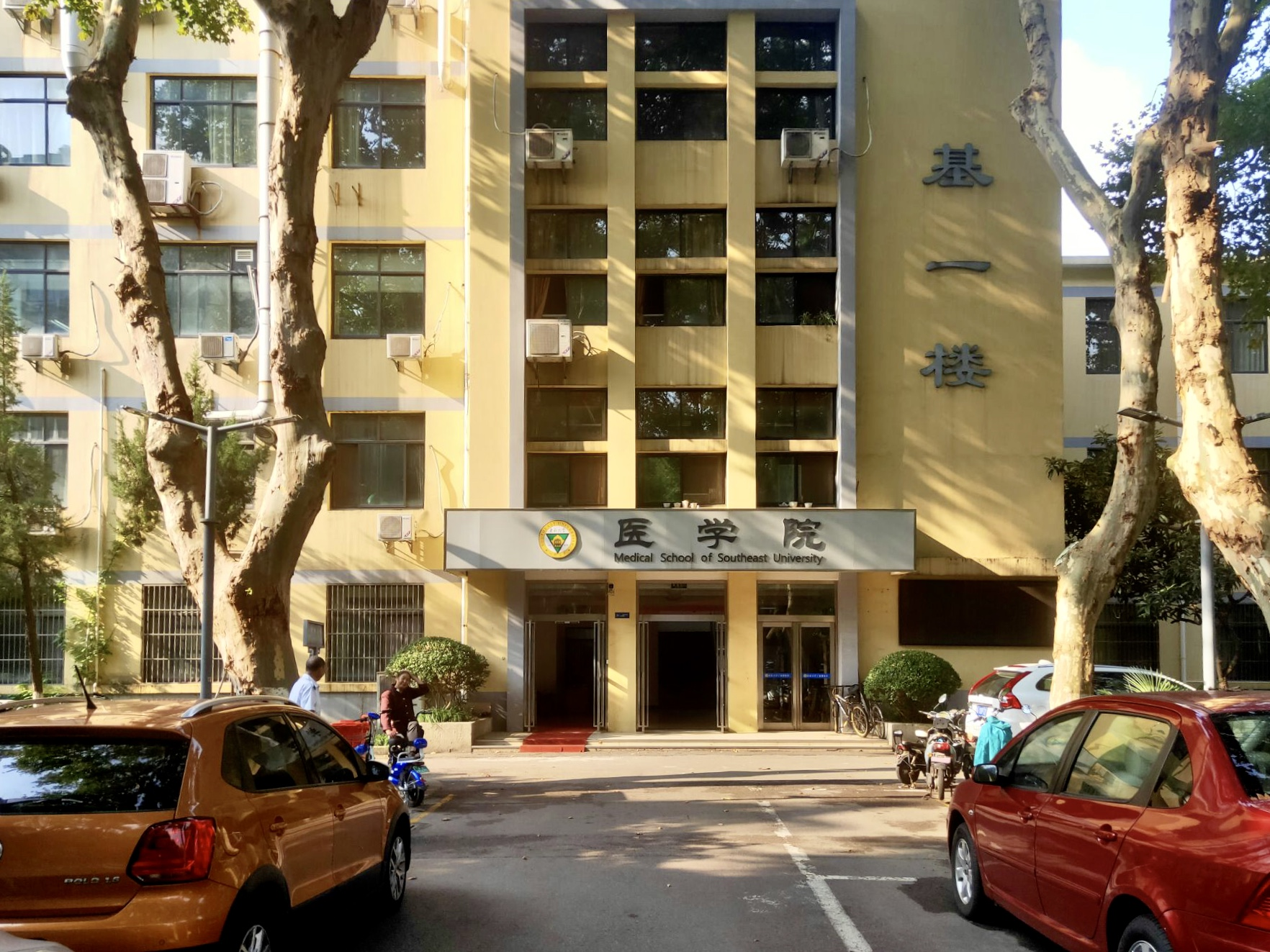
东南大学丁家桥校区内的医学院院馆

东南大学医学院是东南大学下设的二级院系，设基础医学系（包括生物工程学、病原生物学与免疫学、遗传学与发育生物学、生物化学与分子生物学、病理学与病理生理学、人体解剖学与组织胚胎学、生理学与药理学等）和临床医学系（包括内科学、外科学、妇产科学、儿科学、护理学、医学检验学、医学影像学、神经精神病学，肿瘤学、重症医学等）。其直属附属医院东南大学附属中大医院是一所大型综合性教学医院，中华人民共和国卫生部首批“三级甲等医院”。
东南大学医学院的前身为南京铁道医学院，原为1954年成立的中国人民解放军第六军医学校，由中国人民解放军第五军医大学（原国立中央大学医学院（1935-1949）、原国立南京大学医学院（1949-1952）、原华东军区军医学院、第三军医大学、第五军医大学（1952-1954））西迁后留在南京的师资设备与三所军队医科学校共同组建，1958年转属于中华人民共和国铁道部并更名南京铁道医学院。2000年，南京铁道医学院合并入东南大学，成立东南大学医学院，当时包括基础医学院、临床医学院、公共卫生学院。2009年，基础医学院和临床医学院合并成为东南大学医学院，公共卫生学院成为东南大学公共卫生学院。

## 历任校长
1. 周玉皎
2. 方忠海
3. 周秉章
4. 孙载阳